# 박정철
박정철(본명: 박철, 1976년 11월 5일 ~ )은 대한민국의 배우이다.

## 학력
- 남강고등학교
- 중앙대학교 연극학 학사
- 중앙대학교 대학원 공연예술학

## 연기 활동

### 드라마

#### KBS
- 1997년 KBS1 대하드라마 《용의 눈물》
- 1997년 KBS2 주말연속극 《파랑새는 있다》 ... 일지매 역 (드라마속 영화 촬영장면의 일지매 역)
- 1997년 KBS2 월화미니시리즈 《스타》
- 1997년 KBS2 수목드라마 《그대 나를 부를 때》
- 1997년 KBS2 주말연속극 《웨딩드레스》
- 1998년 KBS2 아침드라마 《결혼 7년》
- 1998년 KBS1 일일연속극 《살다보면》
- 1998년 KBS1 TV소설 《너와 나의 노래》
- 1998년 KBS1 대하드라마 《왕과 비》
- 1998년 KBS2 월화미니시리즈 《킬리만자로의 표범》
- 1998년 KBS2 아침드라마 《바람처럼 파도처럼》
- 1998년 KBS2 건국50주년 특별기획드라마 《야망의 전설》
- 1998년 KBS2 월화미니시리즈 《순수》
- 1998년 KBS1 일일연속극 《내사랑 내곁에》
- 1998년 KBS2 주말연속극 《종이학》 ... 나현 아르바이트 카페 고객 역
- 2011년 KBS1 대하드라마 《광개토태왕》 ... 아신왕 역
- 2014년 KBS2 일일드라마 《천상여자》 ... 장태정 역
- 2016년 KBS2 일일드라마 《다시, 첫사랑》 ... 최정우 역

#### MBC
- 1999년 주말연속극 《남의 속도 모르고》 ... 나대로 역
- 2001년 수목미니시리즈 《호텔리어》 ... 최영재 역
- 2002년 수목미니시리즈 《선물》 ... 창준 역
- 2002년 수목미니시리즈 《리멤버》 ... 최동민 역
- 2008년 특별기획 주말드라마 《내 여자》 ... 장태성 역
- 2009년 창사 48주년 특별기획드라마 《선덕여왕》 ... 김용수 역

#### SBS
- 2000년 월화드라마 《루키》 ... 유시한 역
- 2000년 대기획 《덕이》 ... 임지석 역
- 2001년 드라마 스페셜 《신화》 ... 최태하 역
- 2002년 드라마스페셜 《순수의 시대》 ... 동화 역
- 2003년 특별기획 《스크린》 ... 박태영 역
- 2007년 특별기획 《푸른 물고기》 ... 이현우 역
- 2008년 아침연속극 《물병자리》 ... 김민우 역
- 2009년 일일드라마 《아내가 돌아왔다》 ... 민영훈 역
- 2010년 창사특집드라마 《초혼》 ... 이창수 역

#### 타방송사
- 2007년 채널CGV 주말드라마 《정조암살미스터리: 8일》 ... 정약용 역
- 2008년 tvN 월목드라마 《쩐의 전쟁 the Original》 ... 금나라 역
- 2012년 JTBC 월화드라마 《해피엔딩》 ... 이태평 역
- 2020년 채널A 금토드라마 《유별나! 문셰프》 ... 강민석 역

### 영화
- 2001년 《잎새》 ... 김민규 역
- 2003년 《오! 해피데이》 ... 현준 역
- 2008년 《신기전》 ... 세자 역
- 2013년 《노브레싱》 ... 장 코치 역
- 2016년 《계춘할망》 ... 서 변호사 역
- 2022년 《통영에서의 하루》 ... 두관 역

### 광고
- 2001년 롯데칠성음료 실론티 (김정화와 함께 출연)

## 방송

### SBS
- 2012년 《추석특집 코미디쇼 이수근 김병만의 10년의 꿈》
- 2012년 《정글의 법칙 in 마다가스카르》(2012.9.2 ~ 2012.11.16)
- 2012년 《정글의 법칙 in 아마존》(2012.12.28 ~ 2013.3.1)
- 2013년 《정글의 법칙 in 뉴질랜드》(2013.3.8 ~ 2013.5.10)
- 2013년 《정글의 법칙 in 히말라야》(2013.5.17 ~ 2013.7.19)
- 2013년 《정글의 법칙 in 미크로네시아》(2013.12.20 ~ 2014.2.14)
- 2014년 《정글의 법칙 in 솔로몬 제도》(2014.9.12 ~ 2014.11.21)

### 타방송사
- 2015년 tvN 《집밥 백선생》(2015.5.19 ~ 2015.8.18)
- 2015년 tvN 《가이드》(2015.7.23 ~ 2015.8.13)
- 2015년 채널A 《부르면 갑니다 머슴아들》(2015.12.5 ~ 2016.3.19)
- 2019년 KBS2 《슈퍼맨이 돌아왔다》
- 2021년 KBS2 《수미산장》 - 11회

## 수상
- 1997년 KBS 슈퍼탤런트 동상
- 2001년 SBS 연기대상 뉴스타상
- 2008년 제1회 대한민국 주얼리 어워드 진주상
- 2014년 SBS 연예대상 베스트 엔터테이너상